# Isole delle Filippine

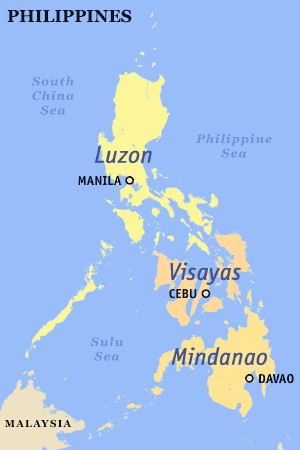
Mappa delle Filippine che mostra i tre gruppi di isole, Luzon, Visayas e Mindanao.

Questa è una lista di isole delle Filippine. In questo arcipelago vi sono 7.641 isole (di cui circa 2.000 abitate), raccolte in tre grandi gruppi: Luzon, Visayas e Mindanao.

## Luzon
| - Aguta - Alabat - Alava - Albaguan - Isola del golfo di Albay - Ambil - Anawangin - Isole Babuyan - Bagambangan - Bagatao - Balabac - Balesin - Balintang - Bancalan - Banton - Barangonan - Barit - Batan - Isole Batanes - Batas - Beni - Binalabag - Binatican - Bisucay - Bay Bay - Boayan - Boliungan - Bugsuk - Burias - Busuanga - Butauanan - Caban - Cabarruyan - Cabra - Cabuli - Cacnipa - Cadaraman - Cadlao - Calabadian - Calabugdong - Calamian - Calayan |  | - Calibang - Calintaan - Camiguin - Canabungan - Capones - Carlota - Carnasa - Casian - Catalat - Catanduanes - Cauayan - Chindonan - Coron - Corregidor - Culion - Isole Cuyo - Dalahican - Dalupiri - Darocotan - Dequey - Destacado - Diadekey - Dicabaito - Dimipac - Diogo - Ditarem - Dumaran - El Fraile - Flat - Fuga - Gabung - Galoc - Guintinua - Guntao - Hermana mayor - Hermana menor - Ibuhos - Icadambanauan - Igbon - Iloc - Imuruan - Inampulugan |  | - Inatula - Itbayat - Itu Aba - Ivuhos - Jomalig - Kalongkooan - Kapulo-puloan - Lagen - Lalutaya - Lamud - Latuan - Likas - Linapacan - Isola della baia di Looc - Lubang - Lumbucan - Luzon - Mabaag - Mabudis - Macaranao - Maculabo - Malanao - Manamoc - Mantangule Secam - Maricaban - Marinduque - Masbate - Matabao - Matarbis - Matinloc - Mauban - Mavudis - Maytiguid - Mindoro - Nalaut Occidentale - Namyit - Nanshan - Naranjo - Oco - Palasan - Palaui - Isole Palawan |  | - Palawan - Paly - Pamalican - Pandanan - Panuitan - Patnanongan - Isole Polillo - Polillo - Potipot - Pucoy - Ramos - Rapu-rapu - Rasa - Refugio - Romblon - Sabtang - San Andres - Santiago - Siayan - Sibale - Sibuyan - Sin Cowe - Soguicay - Isole Spratly - Stanlake - Tablas - Tagalinog - Tambon - Tampel - Tandubas - Tapiutan - Thitu - Ticao - Tinaga - Tingtingong - Scoglio di Tubbataha - Tulutan - Verde - Volcano |

## Visayas
| - Abad - Almagro - Ambulong - Andis - Apo - Baasan - Balicasag - Banacon - Banbanon - Bantayan - Batbatan - Batquis - Biliran - Binuluangan - Bohol - Boracay - Buad - Bulalacao - Bulusan - Cabilao - Cabilo - Cabulauan - Cagayan - Calagnaan - Calicoan - Camandag - Camotes - Capul - Carabao |  | - Cebu - Cobrador - Cordova - Crocodile - Dalupiri - Doong - Gigante Settentrionale - Gigante Meridionale - Guimaras - Guiwanon - Gunauayan - Handayan - Higatangan - Homonhon - Hurao Hurao - Iloilo - Inampulugan - Jao - Jinamoc - Jintotolo - Karikiki - Kaybani - Lakawon - Lapinin - Laurel - Leyte - Lipayran - Lugbon - Macolayo |  | - Mactan - Mahanay - Malapascua - Malogar - Malucaboc - Manicani - Mararison - Marubay - Minanut - Moalboal - Molocamboc - Nabunot - Naburot - Nadulao - Nagarao - Napayauan - Negros - Nogas - Olango - Olutaya - Pacijan - Palapag - Pamilacan - Pan de Azúcar - Panalsagun - Panaon - Panay - Pangangan - Panglao |  | - Pitogo - Ponson - Poro - Puntod - Putic - Quiniluban - Remove - Romblon - Isola di Samar - San Antonio - San Francisco - Sandigan - Santo Niño - Semirara - Sibay - Sicogon - Silion - Simara - Sipaway - Siquijor - Tagapul-an - Tagauayan - Talong - Tambu - Templo - Ticao - Tubabao - Yeto |

## Mindanao
| - Antocon - Arangasa - Balanguingui - Balut - Banaran - Bangalao - Basbas - Basilan - Baturapac - Isola Bianca - Bilatan - Bintoulan - Bitinan - Boliungan - Bongao - Bongo - Bubuan - Bucas Grande - Bucutua - Bulan - Cabucan - Cacatan - Calupag - Cambingaan - Camiguin - Cap - Capual - Cruz - Cunilan - Dammai - Datubato - Deatoboato - Dinagat - Doc Can |  | - Gingoog - Grande Santa Cruz - Gujangan - Hanigad - Hegad - Hinatuan 1 - Hinatuan 2 - Jolo - Kabungan - Kagayan de Sulu - Kang Tipayan Dakula - Kang Tipayan Diki - Kulassein - Lahatlahat - Lajanosa - Laminusa - Languyan - Lapac - Laparan - Lapinig - Latuan - Limasawa - Linawan - Lingig - Lugus - Malanipa - Mamanoc - Mapun - Manangut - Maniacolat - Mantabuan - Mantigue - Manuk Manka - Marongas |  | - Masapalid - Mawes - Miangas - Middle Bucas - Mindanao - Minis - Nonoc - Omapoy - Panducan - Pangasinan - Pantocunan - Paquia - Parangan - Parol - Pasegan Gulmba - Pata - Patian - Piccola Santa Cruz - Poneas - Rock Island - Sacol - Samal - Sanga Sanga - Sarangani - Siargao - Siasi - Sibanac - Sibutu - Simisa - Simunul - Singaan - Sitankai - Sugbai - Sulade |  | - Isole Sulu - Sulu - Suluan - Sumisip - Tabawan - Tagao - Talikud - Taluc - Tandubatu - Tapaan - Tapul - Tara - Tatalan - Tawi-Tawi - Teomabal - Tictauan - Timbungan - Tona - Tongquil - Topaan - Tubigan - Tumbaagan - Turtle Islands - Ubian Meridionale - Ubian Settentrionale - Unib - Usada - Zamboanga |

## Elenco delle isole per dimensione
| #  | Isole                 | Superficie               | Coordinate                   | Note                                                      |
| -- | --------------------- | ------------------------ | ---------------------------- | --------------------------------------------------------- |
| 1  | Luzon                 | 109 965 km² (42 458 mi²) | 15°59′58.56″N 121°00′00″E    | 15ª isola più grande e 4° più popolata isola del mondo    |
| 2  | Mindanao              | 97 530 km² (37 657 mi²)  | 7°41′42″N 124°15′03.6″E      | 19ª L'isola più grande del mondo                          |
| 3  | Samar                 | 13 429 km² (5 185 mi²)   | 11°48′00″N 125°00′43.2″E     | Isola più grande interamente all'interno di una regione   |
| 4  | Negros                | 13 310 km² (5 139 mi²)   | 10°01′33.6″N 122°58′01.2″E   | Isola più grande costituendo una regione                  |
| 5  | Palawan               | 12 189 km² (4 706 mi²)   | 9°30′00.36″N 118°30′00″E     | Isola più grande interamente all'interno di una provincia |
| 6  | Panay                 | 12 011 km² (4 637 mi²)   | 11°10′26.4″N 122°30′14.4″E   |                                                           |
| 7  | Mindoro               | 10 572 km² (4 082 mi²)   | 12°52′14.52″N 120°55′40.44″E |                                                           |
| 8  | Leyte                 | 7 368 km² (2 845 mi²)    | 10°50′00.6″N 124°49′59.88″E  |                                                           |
| 9  | Cebu                  | 4 468 km² (1 725 mi²)    | 10°19′42.24″N 123°48′21.6″E  | Provincia Isola                                           |
| 10 | Bohol                 | 3 821 km² (1 475 mi²)    | 9°50′40.92″N 124°12′48.6″E   | Provincia Isola                                           |
| 11 | Masbate               | 3 268 km² (1 262 mi²)    | 12°15′00.72″N 123°30′00″E    |                                                           |
| 12 | Catanduanes           | 1 523 km² (588 mi²)      | 13°48′30.96″N 124°13′23.88″E | Provincia isola                                           |
| 13 | Basilan               | 1 265 km² (488 mi²)      | 6°35′27.96″N 121°59′18.6″E   | Provincia Isola; isola più grande dell'arcipelago di Sulu |
| 14 | Marinduque            | 920 km² (355 mi²)        | 13°23′06″N 121°58′51.96″E    | Provincia isola                                           |
| 15 | Busuanga              | 890 km² (344 mi²)        | 12°08′42.36″N 120°05′41.28″E | Isola più grande delle Calamian                           |
| 16 | Jolo                  | 869 km² (336 mi²)        | 5°58′23.52″N 121°09′00.36″E  | Sulu                                                      |
| 17 | Tablas                | 844 km² (326 mi²)        | 12°24′19.8″N 122°03′51.12″E  | [ 4 ]                                                     |
| 18 | Dinagat               | 769 km² (297 mi²)        | 10°13′29.64″N 125°35′40.92″E | Provincia isola                                           |
| 19 | Polillo               | 629 km² (243 mi²)        | 14°50′34.08″N 121°55′45.48″E |                                                           |
| 20 | Tawitawi              | 581 km² (224 mi²)        | 5°11′52.44″N 120°01′59.88″E  | Provincia isola; parte delle Sulu                         |
| 21 | Guimaras              | 560 km² (216 mi²)        | 10°34′46.92″N 122°36′02.52″E | Provincia isola                                           |
| 22 | Biliran               | 536 km² (207 mi²)        | 11°35′00.6″N 124°28′00.12″E  | Provincia isola                                           |
| 23 | Sibuyan               | 465 km² (180 mi²)        | 12°23′10.32″N 122°33′40.32″E |                                                           |
| 24 | Burias                | 417 km² (161 mi²)        | 12°52′53.76″N 123°12′28.08″E |                                                           |
| 25 | Siargao               | 416 km² (161 mi²)        | 9°54′18.72″N 126°04′00.12″E  |                                                           |
| 26 | Culion                | 389 km² (150 mi²)        | 11°49′09.12″N 119°57′38.16″E | Parte delle Calamian                                      |
| 27 | Siquijor              | 334 km² (129 mi²)        | 9°11′51.36″N 123°35′47.04″E  | Provincia isola                                           |
| 28 | Ticao                 | 332 km² (128 mi²)        | 12°30′58.32″N 123°41′40.92″E |                                                           |
| 29 | Dumaran               | 322 km² (124 mi²)        | 10°32′49.56″N 119°52′22.8″E  |                                                           |
| 30 | Balabac               | 319 km² (123 mi²)        | 7°56′31.56″N 117°00′29.88″E  |                                                           |
| 31 | Provincia di Camiguin | 255 km² (98 mi²)         | 9°10′26.4″N 124°42′33.84″E   | Provincia isola                                           |
| 32 | Samal                 | 254 km² (98 mi²)         | 7°02′52.44″N 125°44′39.12″E  |                                                           |
| 33 | Panaon                | 216 km² (83 mi²)         | 10°03′04.68″N 125°12′45″E    |                                                           |
| 34 | Olutanga              | 194 km² (75 mi²)         | 7°22′00.12″N 122°52′54.12″E  |                                                           |
| 35 | Alabat                | 193 km² (75 mi²)         | 14°07′06.24″N 122°03′05.4″E  |                                                           |
| 36 | Bucas Grande          | 128 km² (49 mi²)         | 9°40′25.68″N 125°56′54.96″E  |                                                           |
| 37 | Bugsuk                | 119 km² (46 mi²)         | 8°15′15.12″N 117°18′29.16″E  |                                                           |
| 38 | Bantayan              | 116 km² (45 mi²)         | 11°13′07.32″N 123°44′55.32″E |                                                           |
| 39 | Sibutu                | 109 km² (42 mi²)         | 4°46′40.44″N 119°28′35.04″E  |                                                           |
| 40 | Homonhon              | 105 km² (41 mi²)         | 10°45′20.88″N 125°44′21.48″E |                                                           |
| 41 | Poro                  | 96 km² (37 mi²)          | 10°40′19.56″N 124°27′21.6″E  | Parte delle Isole Camotes                                 |
| 42 | Patnanongan           | 92 km² (36 mi²)          | 14°47′00.6″N 122°10′40.44″E  |                                                           |
| 43 | Pangutaran            | 90 km² (35 mi²)          | 6°16′40.8″N 120°32′51.72″E   |                                                           |